# Martillo clavador (ferrocarril)

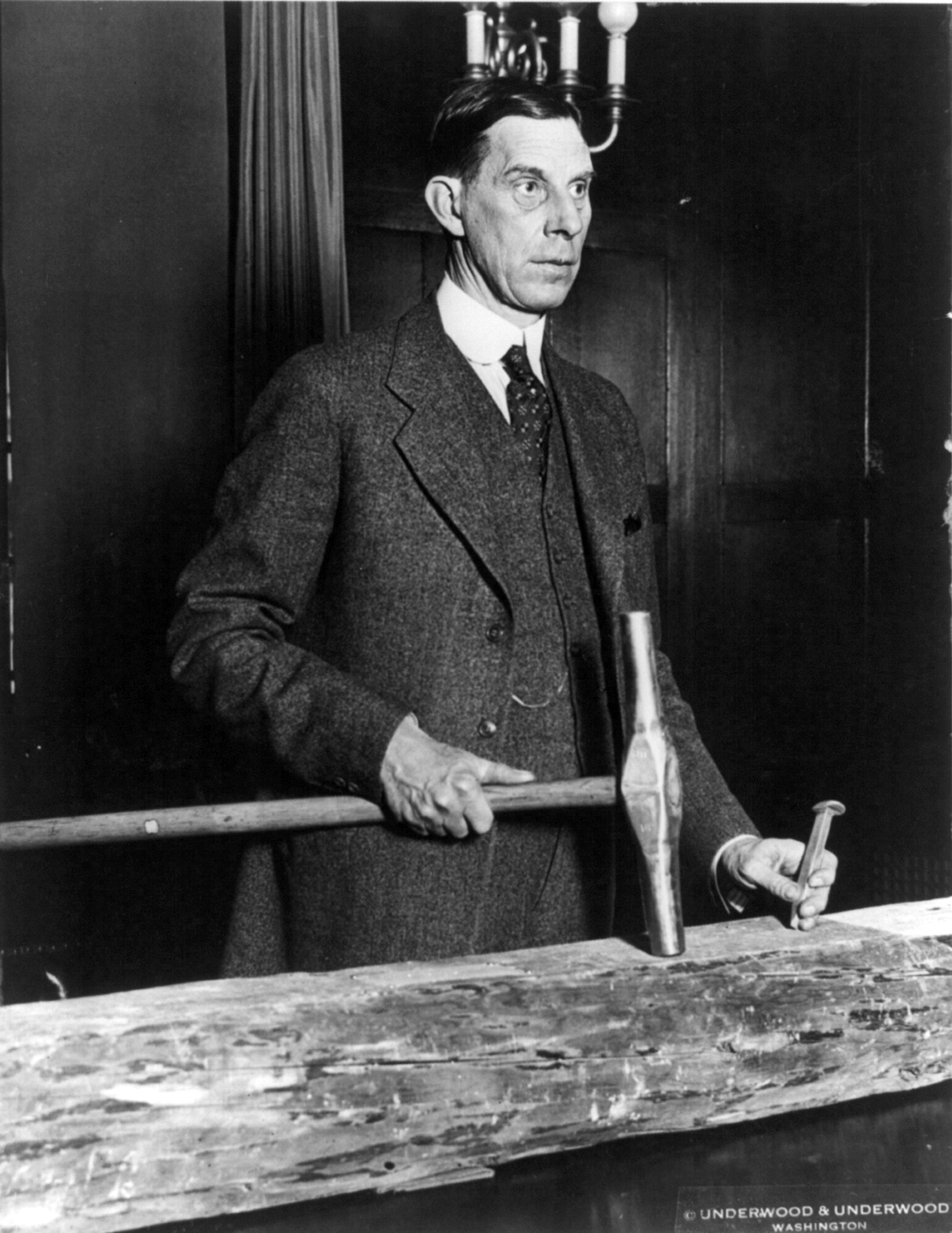
Ray Lyman Wilbur con el primer clavo colocado simbólicamente en las obras de la Presa Hoover

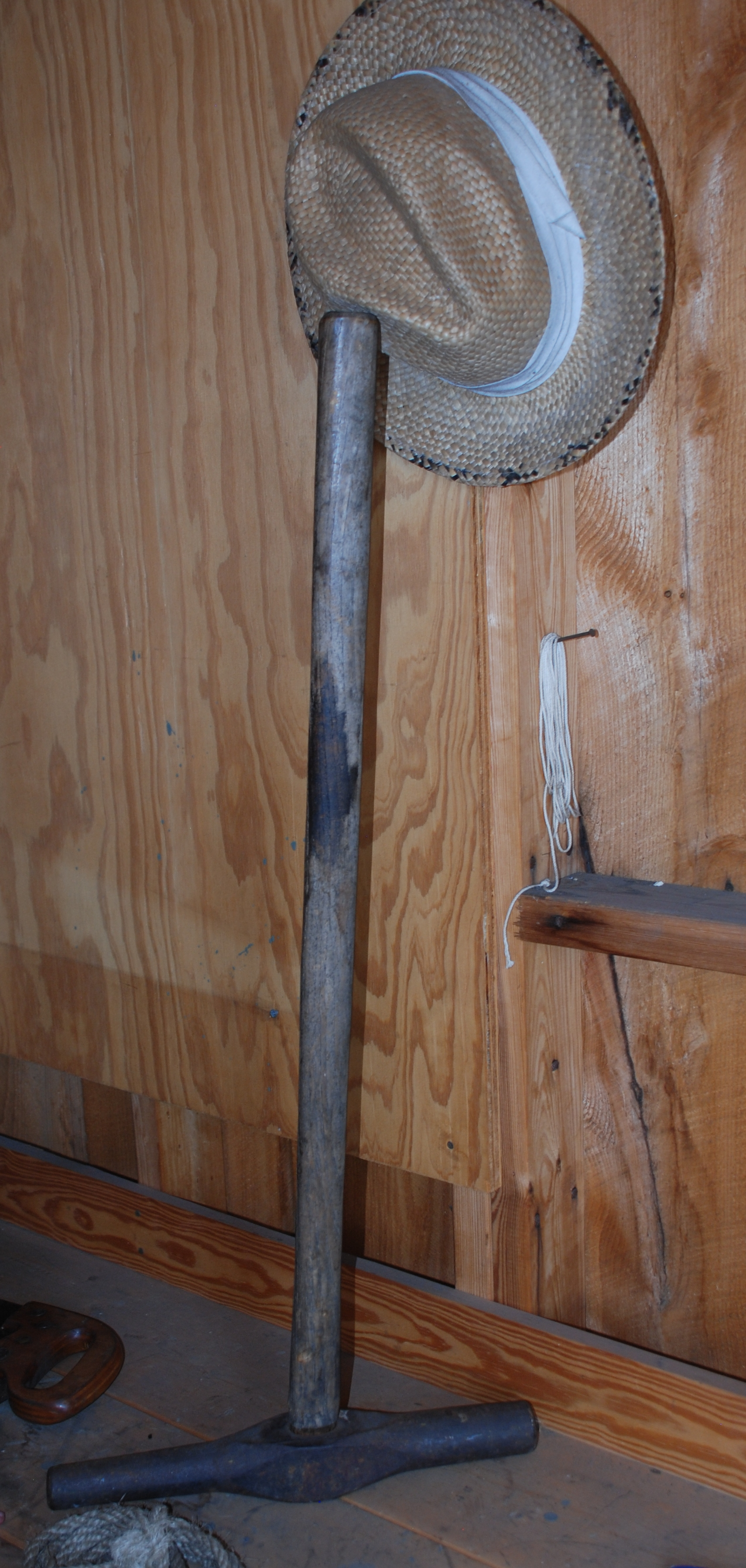
Martillo clavador

En las labores clásicas de construcción de una vía de ferrocarril, un martillo clavador es un tipo de herramienta manual utilizada para introducir clavos en las traviesas de madera.

## Descripción
Los martillos clavadores son similares a una mandarria, por lo general pesan entre 3,5 y 5,5 kg, y disponen de un asta de madera bastante larga, de entre 75 y 90 cm. La cabeza de doble cara es alargada, fabricada con acero endurecido. La cabeza suele medir más 30 cm de largo para permitir al operario clavar pernos en el lado opuesto del carril sin romper el mango. 
Algunos de estos martillos poseen cabezas simétricas, pero la mayoría tiene un lado más largo y delgado, y un lado más corto y de mayor diámetro, pero de igual peso. El lado largo permite clavar pernos sobre rieles anormalmente altos, como en el caso de los entablonados de los cruces de carreteras. El lado más corto presenta una zona de impacto con mayor superficie, que requiere menos precisión para el clavado normal. 
Hay dos patrones típicos de martillos clavadores: 
- Campana: esta es la variedad más común. Los mazos de punta de campana son en su mayoría de forma cilíndrica.
- Estándar: tienen una sección transversal cuadrada, con un extremo de menor sección coronando un tronco de pirámide también cuadrado, opuesto a la cara de trabajo normal.

Los mangos suelen ser de fresno o de nogal, con otras maderas más comunes en los martillos más económicos. Algunos martillos también vienen equipados con mangos de fibra de vidrio, y existen mazos especiales con astas no conductoras para trabajar en vías electrificadas. 
Casi todos los martillos clavadores disponen mangos de 90 cm de sección oval, que se deben reemplazar con frecuencia durante su uso intensivo. Es una práctica común en muchos lugares reducir el mango a aproximadamente 70 cm cuando la herramienta se usa solo para "colocar" los clavos que se acaban de clavar con una máquina motorizada. También hace que la técnica de clavado del "molino de viento" o "al voleo" sea más cómoda y precisa. Esta técnica consiste en que el operario sujeta el mango del mazo con ambas manos y golpea el clavo con impactos rápidos, repetidos al balancear el martillo en un movimiento circular sobre el hombro. Sin embargo, el movimiento similar al de cortar madera con un hacha, es más cómodo y natural para la mayoría de las personas. 

## Uso
Independientemente de la técnica empleada, es importante golpear los clavos con el mango del mazo lo más cerca posible de la horizontal. Esto requiere que el usuario doble la cintura con cada golpe. Si se intenta clavar un perno mientras se permanece erguido, el clavo a menudo se doblará y la cabeza del martillo comenzará torcerse respecto al mango, que se romperá al poco tiempo. 
Debido a que generalmente hay cinco (pero a veces de seis a ocho) clavos por placa, y dos placas aplicadas por traviesa (una para cada carril), se deben colocar miles de clavos por cada kilómetro de vía. Cuando esta tarea se realizaba manualmente, antes de la aparición de las clavadoras neumáticas, era importante que los clavos se introdujeran rápidamente. El estándar, para un operario fuerte y experimentado, era clavar un perno con solo tres golpes. Se requería una gran fuerza y una resistencia considerable para mantener ese ritmo. 
Los martillos clavadores son herramientas fabricadas con acero endurecido. Ocasionalmente, la cabeza se puede alterar o astillar, por lo que se suelen amolar a menudo para eliminar mellas y astillas de metal. Esta práctica se está abandonando, ya que puede ocultar grietas y otros defectos. También es posible sobrecalentar el acero mientras se rectifica y eliminar parte del temple de la herramienta. 

## Fabricantes
Las marcas de martillos clavadores incluyen Slug-Devil, Tamco y Warwood.

## Lecturas relacionadas
- Beth A. Gray; William S. Marras (1989). «An experimental analysis of railway spike maul methods». Human Factors 31 (3): 335-344. Archivado desde el original el 14 de febrero de 2006.
- William S. Marras; Thomas H. Rockwell (1986). «An experimental evaluation of method and tool effects in spike maul use». Human Factors 28 (3): 267-281. Archivado desde el original el 14 de febrero de 2006.

- Datos: Q7577224
- Multimedia: Spike mauls / Q7577224